# Varmatān
Varmatān (persiska: وَرمَتون, Varmatūn, ورمتان) är en ort i Iran.   Den ligger i provinsen Mazandaran, i den norra delen av landet, 140 km nordost om huvudstaden Teheran. Varmatān ligger 11 meter över havet och antalet invånare är 490.
Terrängen runt Varmatān är platt, och sluttar norrut. Runt Varmatān är det tätbefolkat, med 286 invånare per kvadratkilometer. Närmaste större samhälle är Babol, 12,0 km nordost om Varmatān. Trakten runt Varmatān består till största delen av jordbruksmark.